# 红鸟-1
红鸟-1巡航导弹是中华人民共和国的一种远程巡航导弹，它既可以在陆地上发射，也可以通过飞机发射。

## 历史
中华人民共和国政府在1977年开始了X-700巡航导弹研制计划，20世纪80年代初期时中华人民共和国政府成立了专门的巡航导弹研究机构，1985年时对一种小型涡轮喷气发动机进行了实验，1992年红鸟-1巡航导弹开始投入现役。

## 规格
红鸟-1巡航导弹长6.4米，直径为0.52米，翼展为3.0米，发射重量约为1.4吨，速度为920千米/时（0.75马赫）。